# تاریخ یهودیان در مجارستان

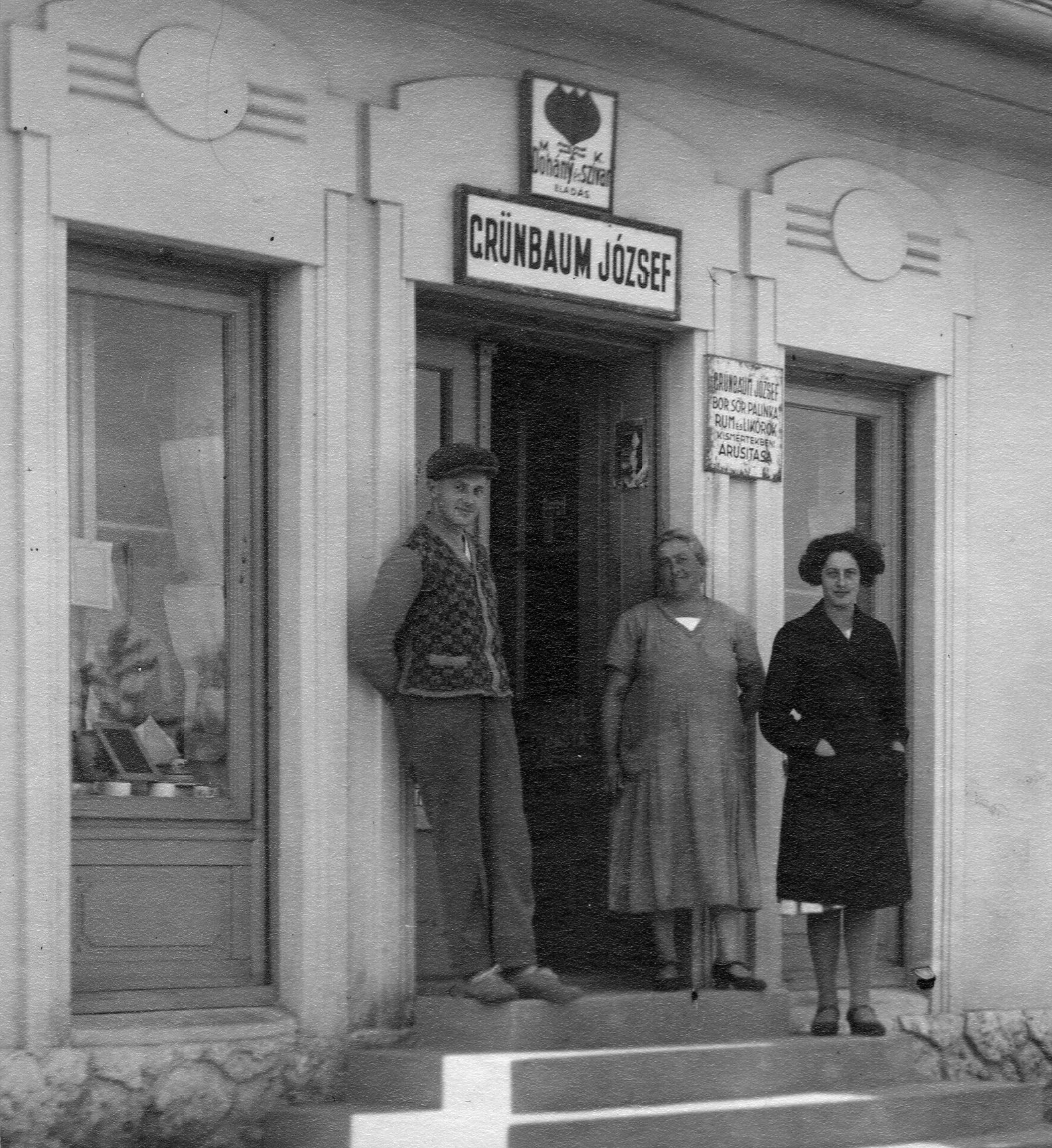
چند یهودی مجارستانی فروشنده در کنار فروشگاهشان

حضور یهودیان در مجارستان را حتی تا پیش از فتح جلگه پانونی به دست مجارها در سدهٔ نهم میلادی می‌دانند. ولی اسنادی در خصوص زندگی یهودیان در پادشاهی مجارستان در سده‌های میانه موجود است و حتی احتمال داده می‌شود که افرادی از قبیله‌های مجار به یهودیت گرویده‌باشند. در روزگار پادشاهی آندراش دوم یهودیان در دستگاه او به خدمت مشغول بوده‌اند. از میانهٔ سدهٔ سیزدهم میلادی رواداری مذهبی در مجارستان هم کاهش یافت و شرایطش به شرایط متعصبانهٔ آن زمان اروپای غربی نزدیک گردید. با توجه به عدم وجود آمار دقیق از میزان کل جمعیت مجارستان در سالهای ۱۹۰۰ تخمین زده می‌شود که جمعیت یهودیان در اوایل قرن نوزدهم احتمالاً کمتر از چهار درصد از جمعیت کل مجارستان را تشکیل می‌داده است. و در شهر بوداپست پایتخت این کشور ۲۳ درصد یهودی بودند. تا این زمان یهودیان بیشتر در زمینهٔ هنر و علوم بازرگانی اشتغال داشتند.
| الس      | ۱۷۳۵   | ۱۷۸۷   | ۱۸۴۰    | ۱۸۶۹    | ۱۹۰۰    | ۱۹۱۴       | ۱۹۴۵    | ۱۹۶۵       | ۱۹۸۳       | ۲۰۰۱       |
| کل جمعیت |        |        |         |         |         | ۱۷٫۰۰۰٫۰۰۰ |         | ۱۰٫۱۴۶٫۰۰۰ | ۱۰٫۷۱۳٫۰۰۰ | ۱۰٫۱۰۰٫۰۰۰ |
| یهودیان  | ۱۱٫۶۲۱ | ۸۱٫۰۰۰ | ۲۰۰٫۰۰۰ | ۵۴۲٫۰۰۰ | ۸۵۰٫۰۰۰ | ۱٫۰۰۰٫۰۰۰  | ۲۰۰٫۰۰۰ | ۸۰٫۰۰۰     | ۶۵٫۰۰۰     | ۸۰٫۰۰۰     |
| درصد     |        |        |         |         | ۴٪      | ۶٪         |         | ۰٬۷۸۸٪     | ۰٬۶۰۷٪     |            |

## نگارخانه

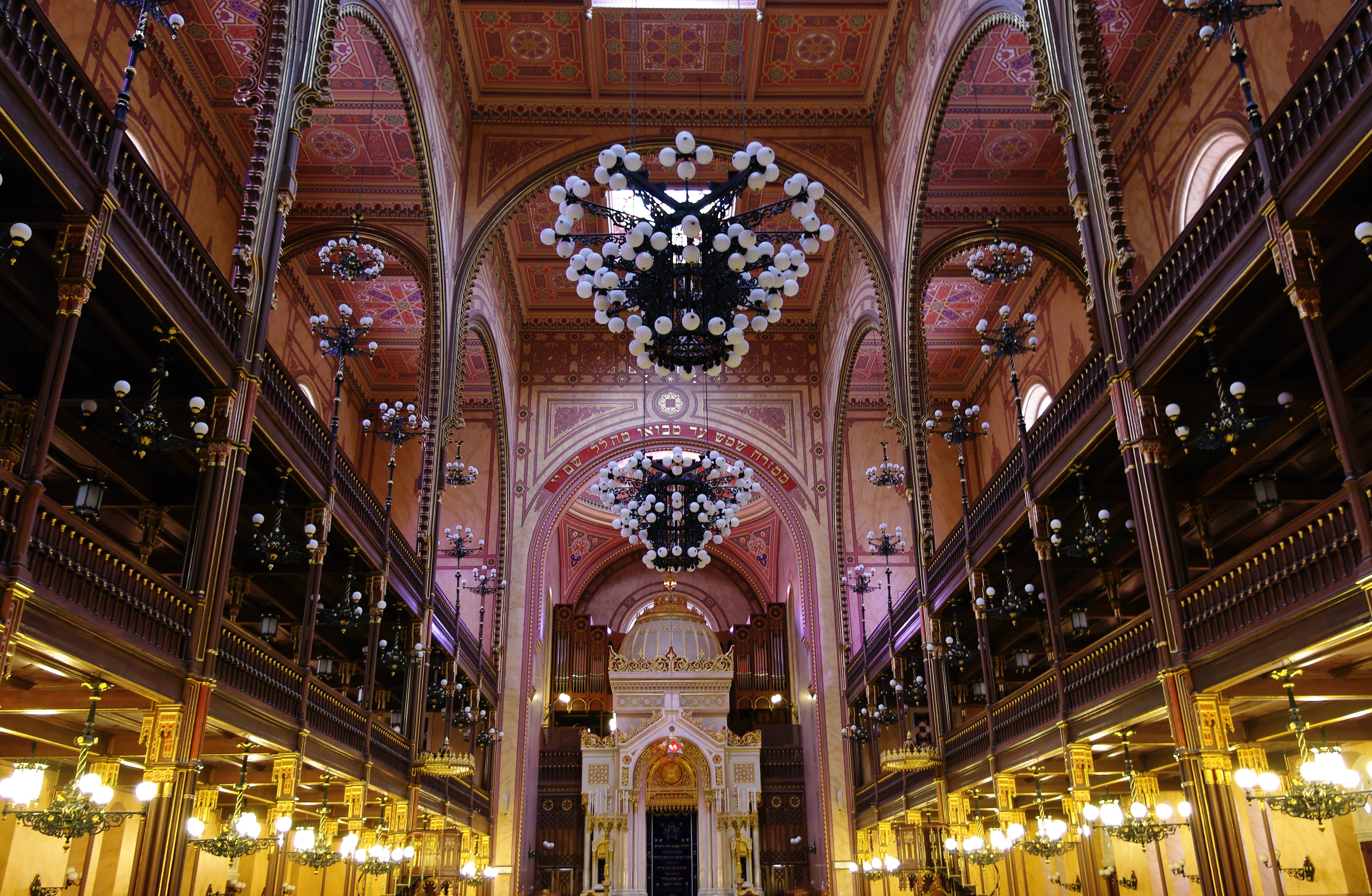
فضای داخلی کنیسه خیابان دوهانی
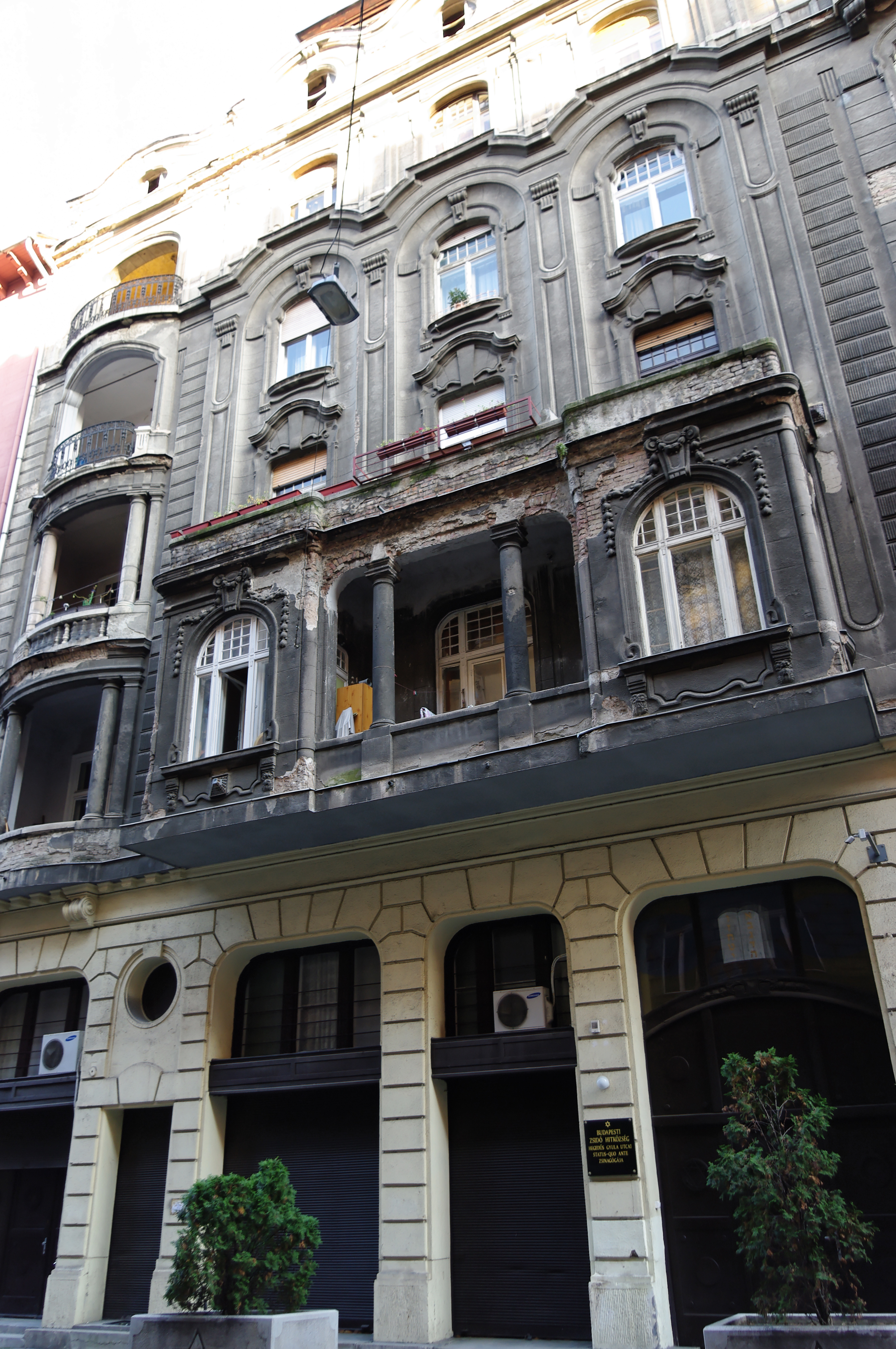
کنیسه خیابان هگدوس گیولا
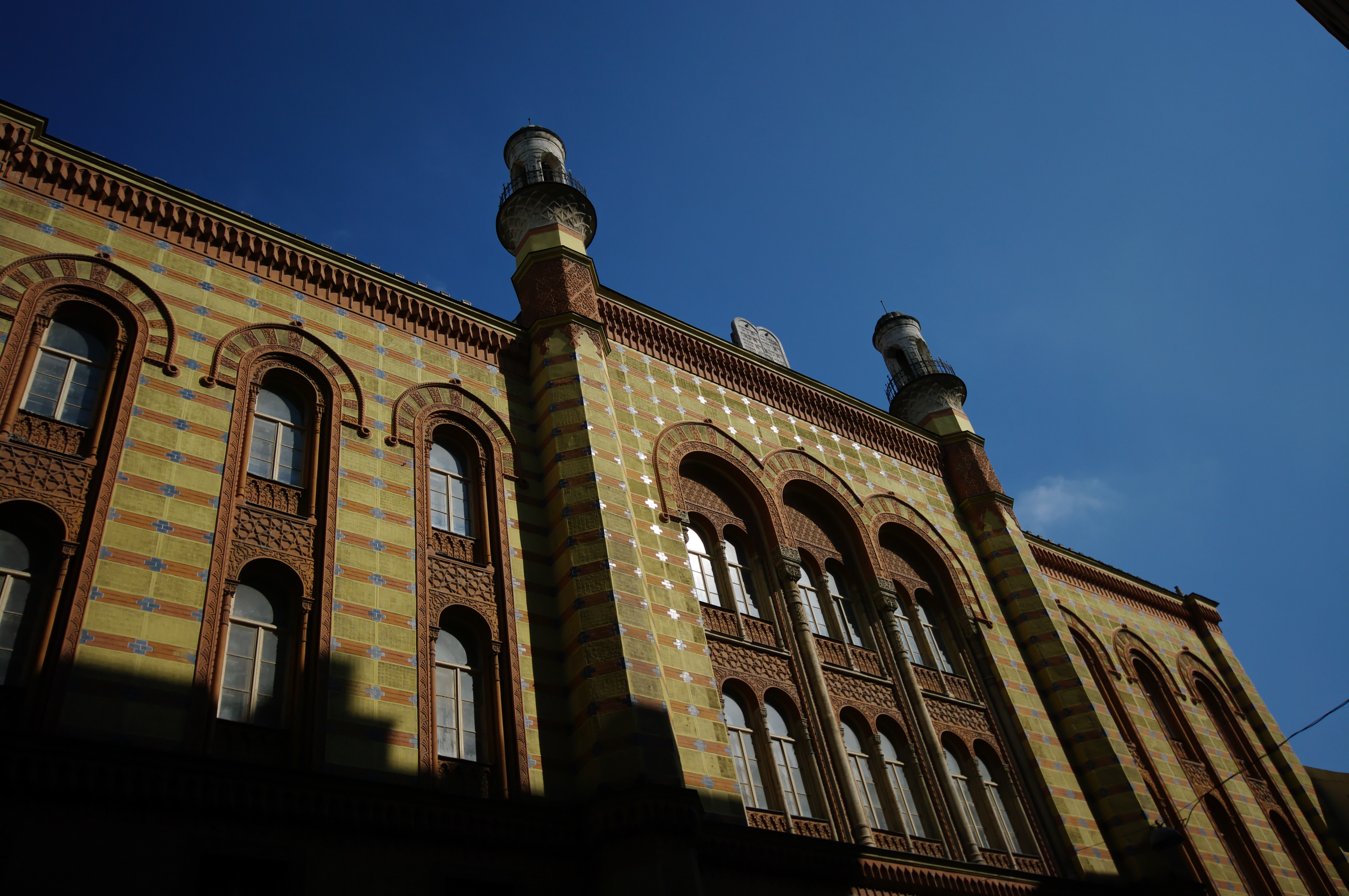
کنیسه خیابان رامباخ
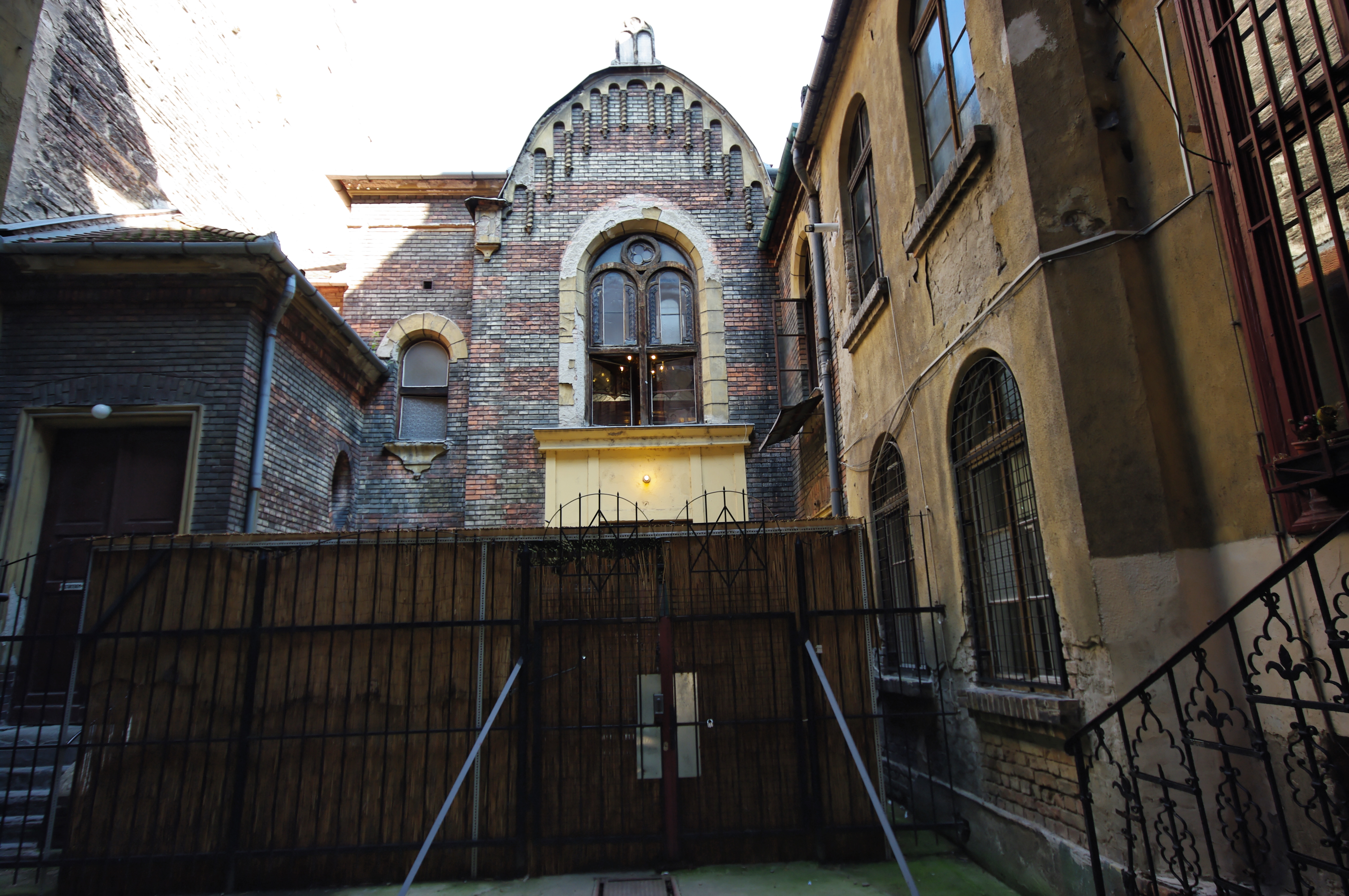
کنیسه خیابان واسواری پال
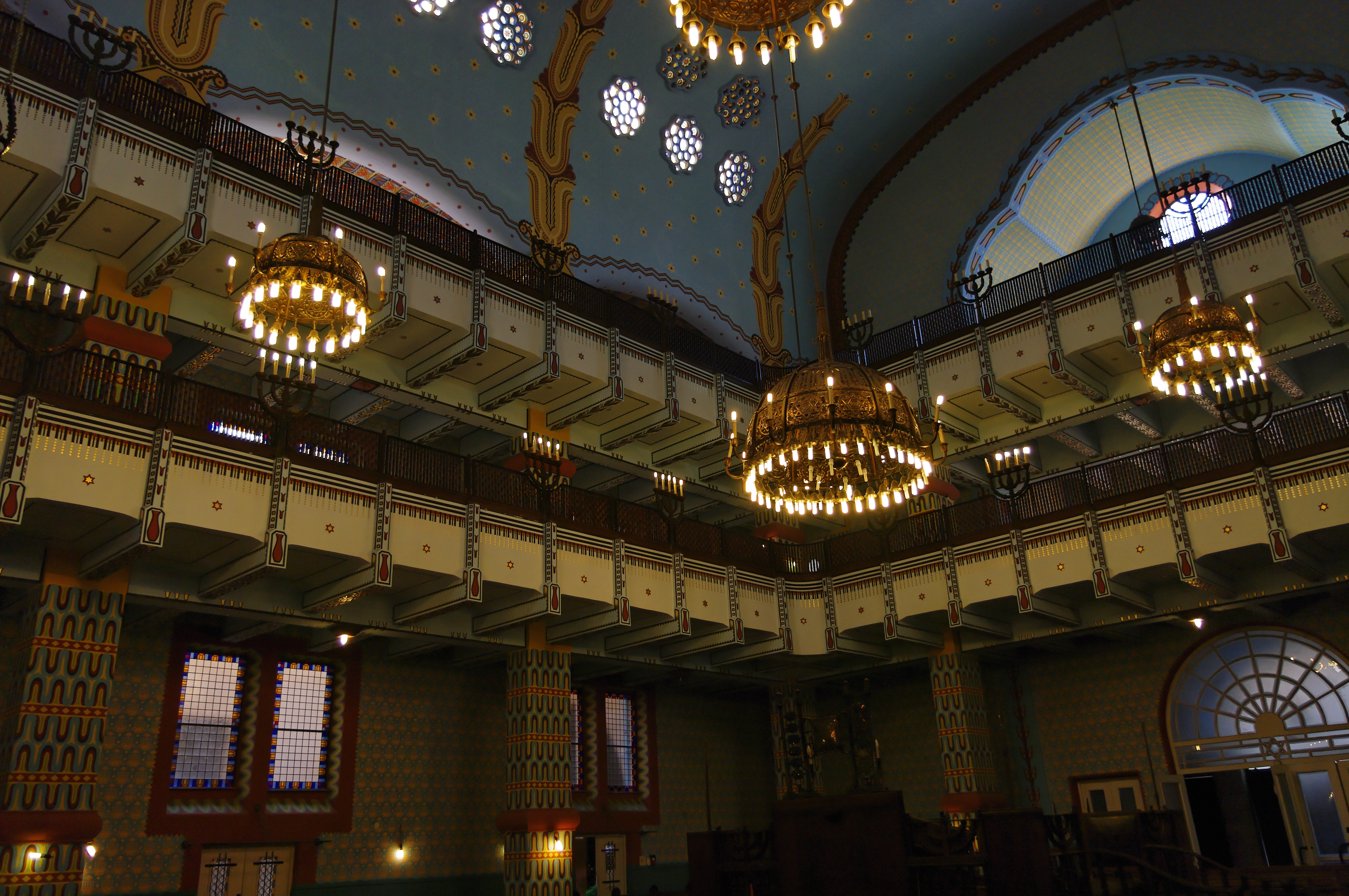
کنیسه ارتدکس خیابان کازینچی